# Larry Jones (luchador)
Larry Lee "Zeke" Jones (Míchigan, Estados Unidos, 2 de diciembre de 1966) es un deportista estadounidense retirado especialista en lucha libre olímpica donde llegó a ser subcampeón olímpico en Barcelona 1992.

## Carrera deportiva
En los Juegos Olímpicos de 1992 celebrados en Barcelona ganó la medalla de plata en lucha libre olímpica de pesos de hasta 52 kg, tras el luchador norcoreano Ri Hak-son (oro) y por delante del búlgaro Valentin Yordanov (bronce).